# Provincia de Siirt
La provincia de Siirt es una de las 81 provincias en que está dividida Turquía, administrada por un Gobernador designado por el Gobierno central. Su capital es Siirt.

## Historia
Bajo el Imperio Otomano, Siirt fue un importante centro de comercio para una vasta región que incluía partes del norte de Irak y Siria.

## Economía
La principal actividad industrial de la ciudad de Siirt es la fabricación de mantas de pelo de cabra, que son bien reputadas Turquía.